# Baltsko-ladožská terasa
Baltsko-ladožská terasa či Baltsko-ladožský klint, také nazývaná glint nebo klint (rusky Балтийско-Ладожский уступ nebo глинт, estonsky Balti klint, švédsky Baltiska klinten) je strmý svah, který přerušuje planinu a vytváří tak něco jako terasu neboli útes. Má mořskou část (táhne se Baltským mořem přes švédské ostrovy Öland a Gotland a pak podél jižního břehu Finského zálivu Baltského moře a dále v Leningradské oblasti Ruska) a pevninskou část (táhne se od Leningradské oblasti k Ladožskému jezeru). Zvlášť výrazný je na území Estonska (Narvský záliv). Je tvořen kambrijskými hlínami a pískovci, které jsou překryté ordovickými vápenci. Ty vytvářejí prudké svahy a strže vysoké až 56 m.

## Původ slova „klint“
Slovo klint, anglicky Clint, je skandinávského původu.

## Další informace
Baltsko-ladožská terasa je dělena na čtyři základní části.